# Zabrachypus nitidus
Zabrachypus nitidus là một loài tò vò trong họ Ichneumonidae.